# آشپزی فیلیپینی

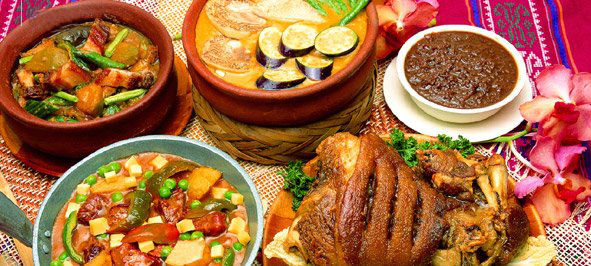
منتخبی از غذاهای موجود در غذاهای فیلیپینی

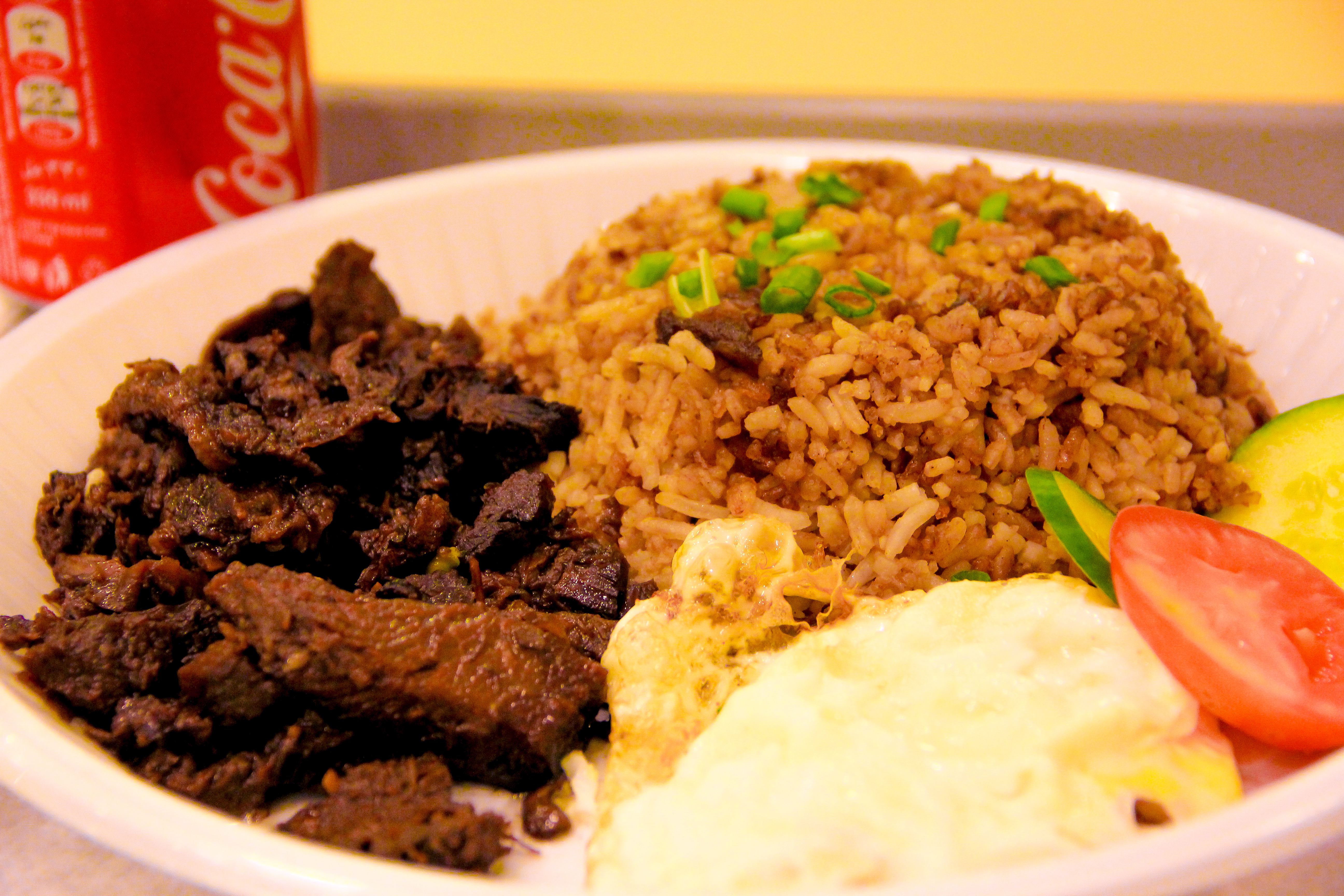
تاپسیلوگ

آشپزی فیلیپینی (فیلیپینی: lutuing Pilipino/pagkaing Pilipino) از غذاهای بیش از صد گروه متمایز قومی-زبانی تشکیل شده‌است که در مجمع الجزایر فیلیپین یافت می‌شوند. با این حال، اکثر غذاهای اصلی که غذاهای فیلیپینی را تشکیل می‌دهند از غذاهای گروه‌ها و اقوام مختلف قومی زبان مجمع الجزایر است. سبک طبخ غذا و غذای مرتبط با آن طی قرنهای متمادی از ریشه استرونیایی آنها (با غذاهای مالزیایی و اندونزیایی مشترک) به یک غذای مختلط از تأثیرات آشپزی هندی، چینی، اسپانیایی و آمریکایی، مطابق با موج‌های اصلی نفوذ ، تکامل یافته‌است که فرهنگ مجمع الجزایر را غنی کرده بود، و همچنین سایر گیاهان سازگار با مواد بومی و طعم‌دهنده محلی بودند.
غذاها از غذاهای بسیار ساده مانند یک وعده ماهی شور و برنج سرخ شده گرفته تا کاری ماهی، کاری مرغ، پالاس پیچیده و کوزیدوهایی با منشأ ایبری ایجاد شده برای فستیاها را شامل می‌شود. دانشمندان مختلف دربارهٔ مواد غذایی خاطرنشان کرده‌اند که غذاهای فیلیپینی چند وجهی است و برای غذاهایی که «شرق با غرب دیدار می‌کند» بهترین نماینده در دنیای آشپزی است.

## تاریخچه و تأثیرات

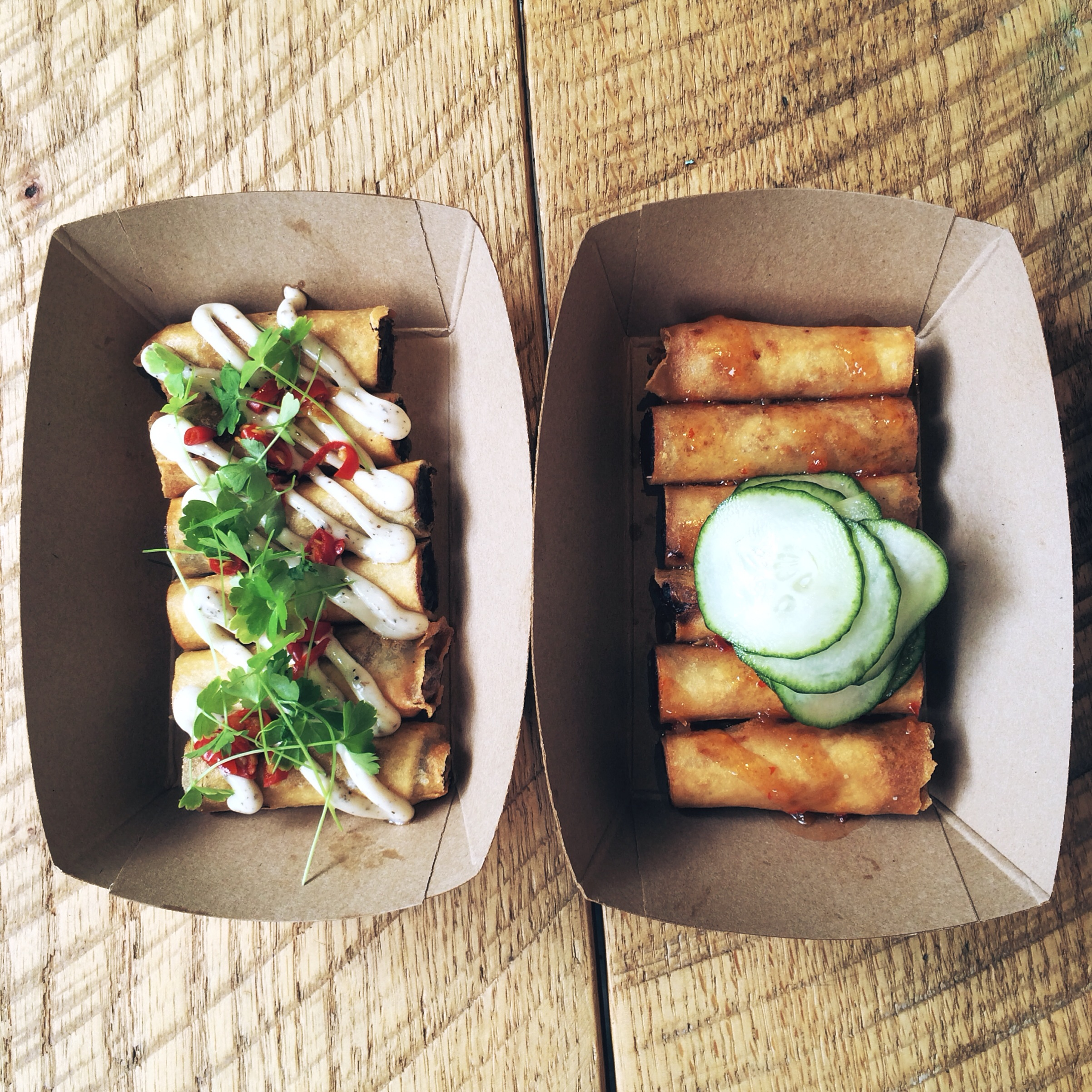
Lumpia یک رول بهاری است که ریشه چینی دارد و معمولاً در فیلیپین یافت می‌شود.

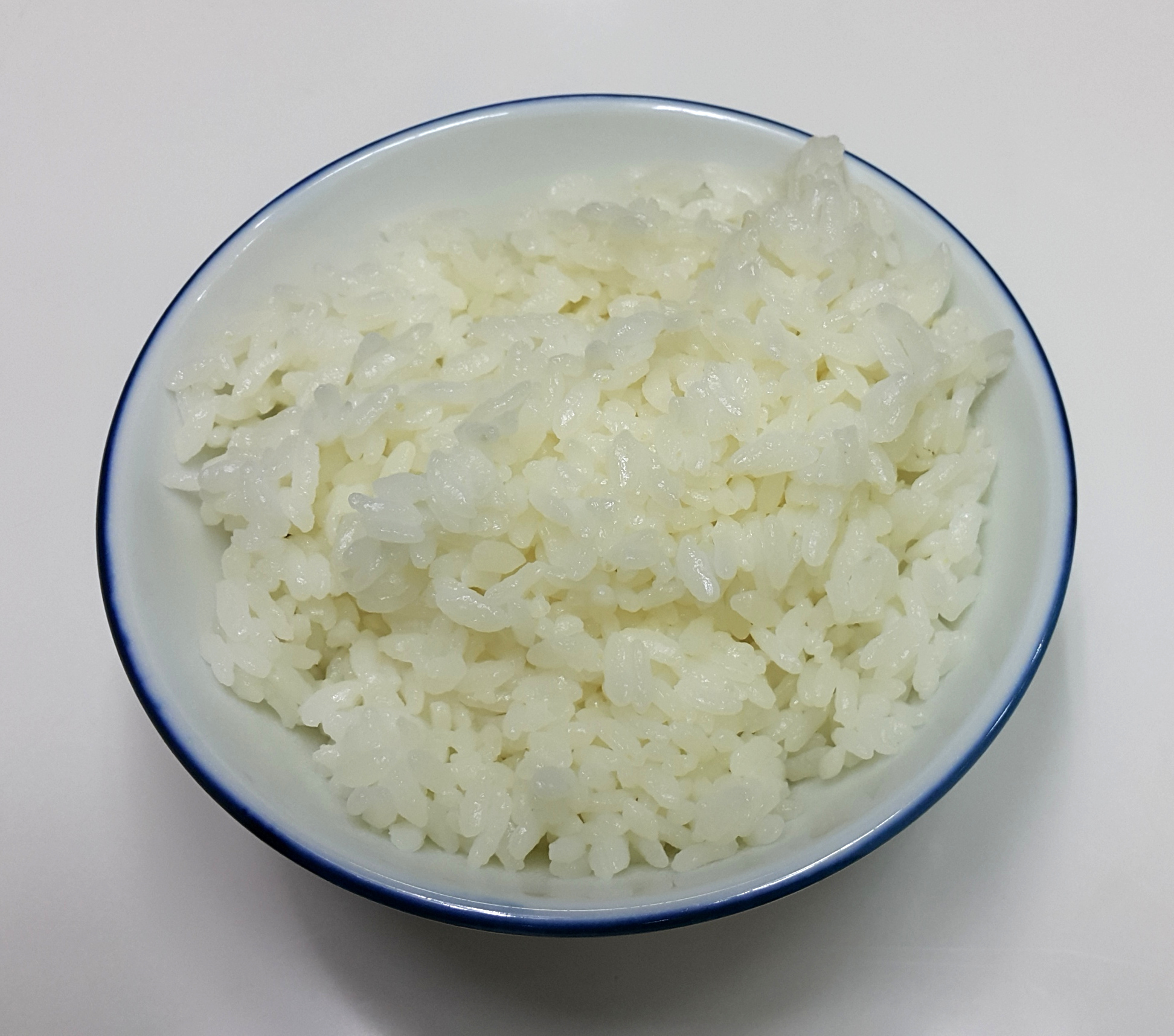
برنج یک غذای اصلی در غذاهای فیلیپینی است.

### تاریخ آشپزی
در دوران پیش از استعمار اسپانیایی در فیلیپین، روشهای ترجیحی استرونزی برای تهیه غذا جوشاندن، بخارپز کردن و برشته شدن بود. مواد اولیه غذاهای معمولی از دامهای پرورش یافته محلی تهیه می‌شد. اینها از گاومیش / کارابائو، مرغ و خوک گرفته تا انواع مختلف ماهی و سایر غذاهای دریایی متغیر بودند. در سال ۳۲۰۰ قبل از میلاد، استرونزی‌ها از جنوب چین (فلات یوننان-گوئیژو) و تایوان در منطقه ای مستقر شدند که اکنون فیلیپین نامیده می‌شود. آنها دانش کشت برنج و سایر روش‌های کشاورزی را به همراه آوردند که باعث افزایش تعداد و تنوع مواد غذایی خوراکی موجود برای پخت‌وپز شد.
آشپزی فیلیپینی ممکن است برای برخی از مردم گیج کننده باشد، به دلیل سخت بودن تعیین اینکه فرهنگ فیلیپینی چیست. سردرگمی به دلیل مراحل رشد مداوم فرهنگ فیلیپینی رخ می‌دهد. فرهنگ فیلیپینی در طول تاریخ به‌طور مداوم در حال تغییر بوده و از فرهنگ‌های مختلف تأثیر پذیرفته و به‌طور حتم تکامل یافته‌است. غذای فیلیپینی امروزه توسط تاریخ و جامعه بسیاری از فرهنگ‌های منحصر به فرد و مرفه شکل گرفته‌است. تأثیرات چین، هند، عربستان در سراسر فرهنگ و غذای فیلیپینی به دلیل تجارت محصولات کشاورزی در آن زمان دیده می‌شود. تأثیرات اسپانیا و ایالات متحده از طریق استعمار گذشته در این کشور مشاهده می‌شود. غذای فیلیپینی را می‌توان از طریق روند بومی سازی مردم آن در طول قرن‌ها مورد مطالعه و تعریف قرار داد.

#### نفوذ اعراب از طریق تجارت غیرمستقیم
تأثیر اعراب بر غذاهای فیلیپینی نسبتاً جزئی است. از لحاظ تاریخی، نفوذ اعراب از طریق هند به اندونزی و فیلیپین رسیده بود. در روزهای نخست، اعراب با هندی‌ها تجارت می‌کردند و آنها نیز به نوبه خود با جنوب شرقی آسیا تجارت می‌کردند. در دوره بعد، با پیشرفت دریانوردی، عرب‌ها نیز تجارت مستقیم با فیلیپین را آغاز کردند.

#### نفوذ چینی‌ها
چینی‌ها از اوایل قرن ۹ یا ۱۰ میلادی با ساکنان مجمع الجزایر فیلیپین تجارت می‌کردند. اندکی بعد، چینی‌ها در قرن شانزدهم میلادی مهاجرت به آنجا را آغاز کردند. همچنین مواد بسیاری مانند سس سویا، لوبیای سیاه، توفو، گوشت خوک و … وجود دارد که در آشپزی فیلیپینی دیده می‌شود.

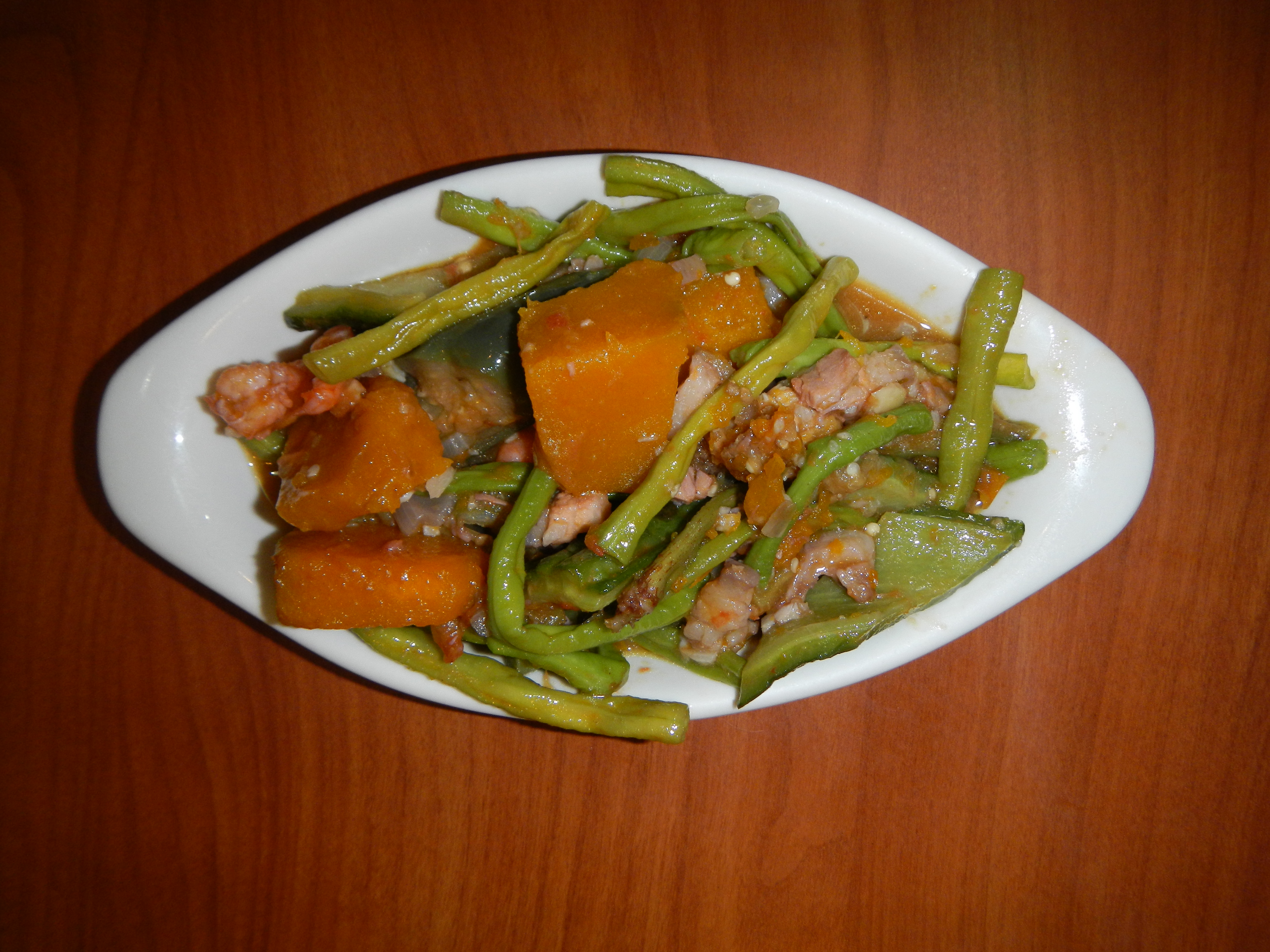
پیناکبت

### مواد تشکیل دهنده بومی
غذاهای فیلیپینی دارای انواع مختلفی از مواد بومی مورد استفاده هستند. کالامانسی بیشتر از آن دیگر مواد شناخته شده‌است، این میوه که به خانوده مرکبات تعلق دارد بیشتر به دلیل ترشی که به غذا می‌دهد استفاده می‌شود. یکی دیگر از آنها تابون تابون است.
این کشور انواع مختلفی از آجیل‌ها را نیز پرورش می‌دهد و یکی از آنها آجیل پیلی است که فیلیپین تنها صادر کننده انواع خوراکی آن است. این ماده معمولاً به صورت مرندیا درست می‌شود یا به دلیل بافت شیری که هنگام آب شدن در دهان ایجاد می‌کند، برای افزایش طعم در سایر دسرها قرار می‌گیرد.

## نوع غذا
غذای فیلیپینی به‌طور گسترده‌ای توسط آداب و رسوم فردی شکل می‌گیرد، و همین غذا ممکن است بین خانوارها متفاوت باشد.
مانند اکثر کشورهای آسیایی، غذای اصلی فیلیپین برنج است. این غذا غالباً بخارپز است و همیشه با غذاهای گوشتی، ماهی و سبزیجات سرو می‌شود. برنج باقیمانده را اغلب با سیر سرخ می کنند تا سینانگ درست شود، که معمولاً در صبحانه همراه با تخم مرغ سرخ شده و گوشت یا سوسیس پخته شده سرو می‌شود. برنج را اغلب با سس یا آبگوشت از غذاهای اصلی میل می‌کنند. در برخی مناطق، برنج با نمک، شیر تغلیظ شده، کاکائو یا قهوه مخلوط می‌شود. از آرد برنج در تهیه شیرینی، کیک و شیرینی‌های دیگر استفاده می‌شود. برنج چسبناک همراه با کاکائو، که به آن چمپورادو نیز گفته می‌شود، غذای رایجی است که همراه با دایینگ (شاه ماهی خشک) سرو می‌شود.

## نگارخانه

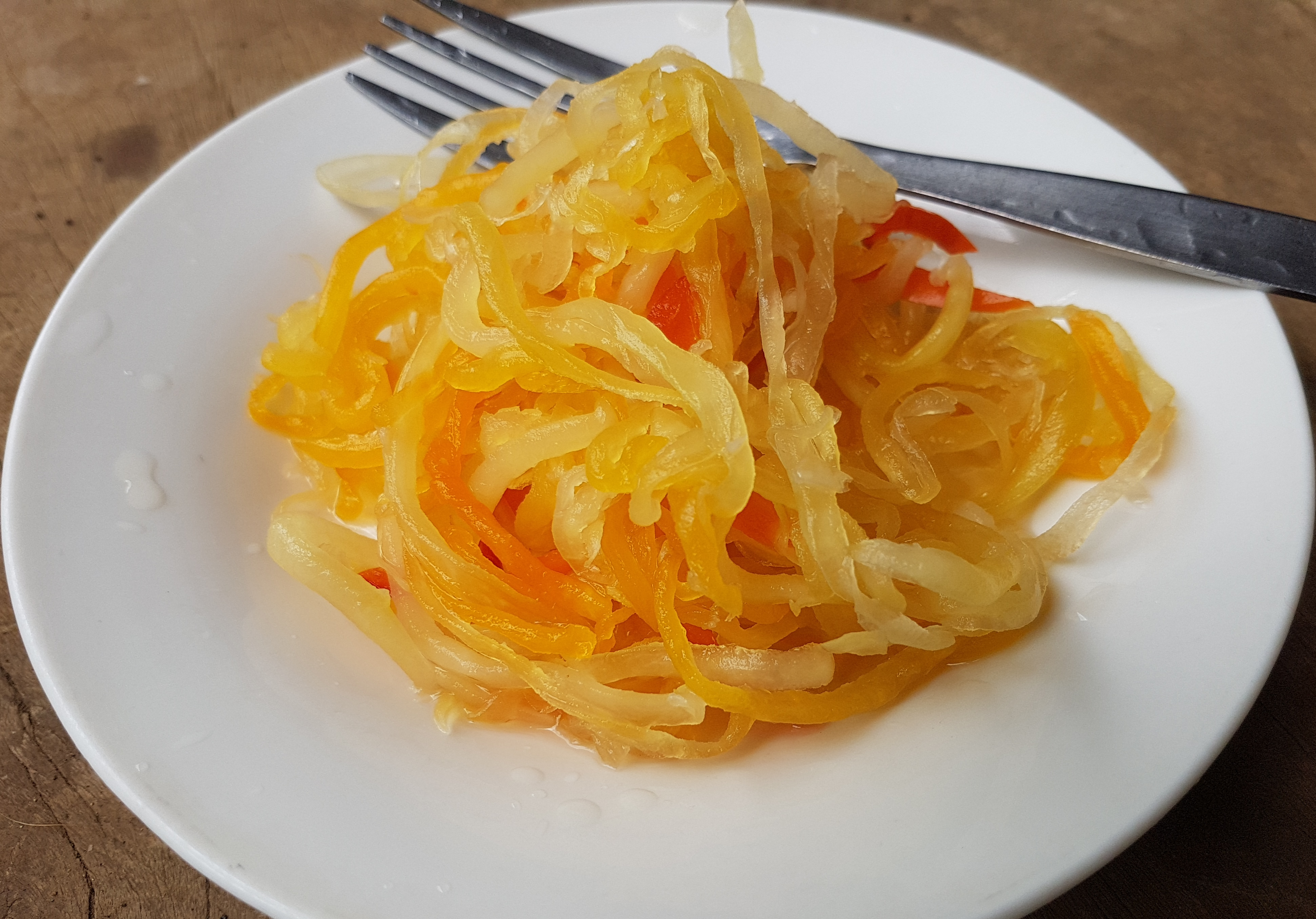
آتچارا
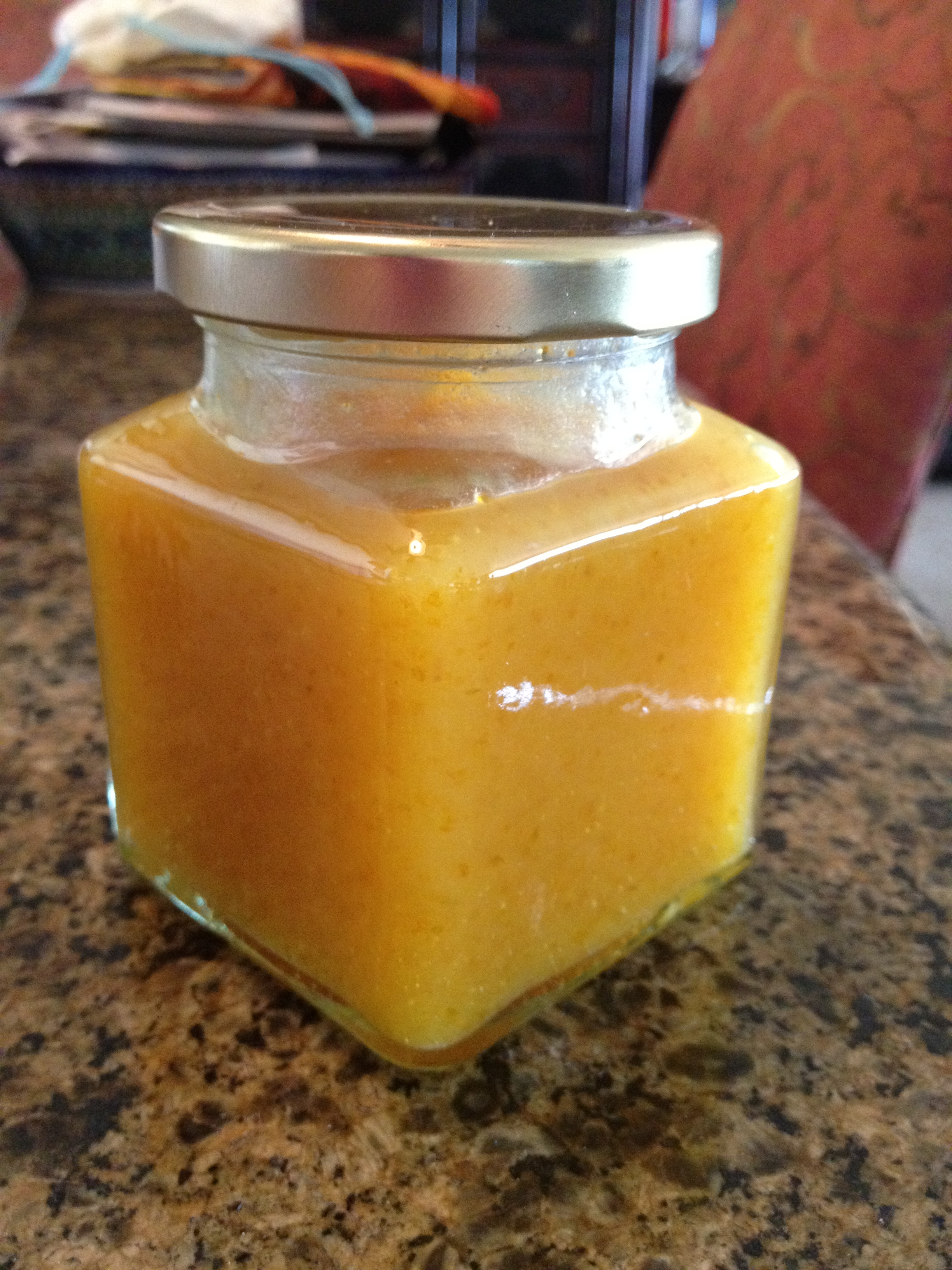
عصاره کالامانسی
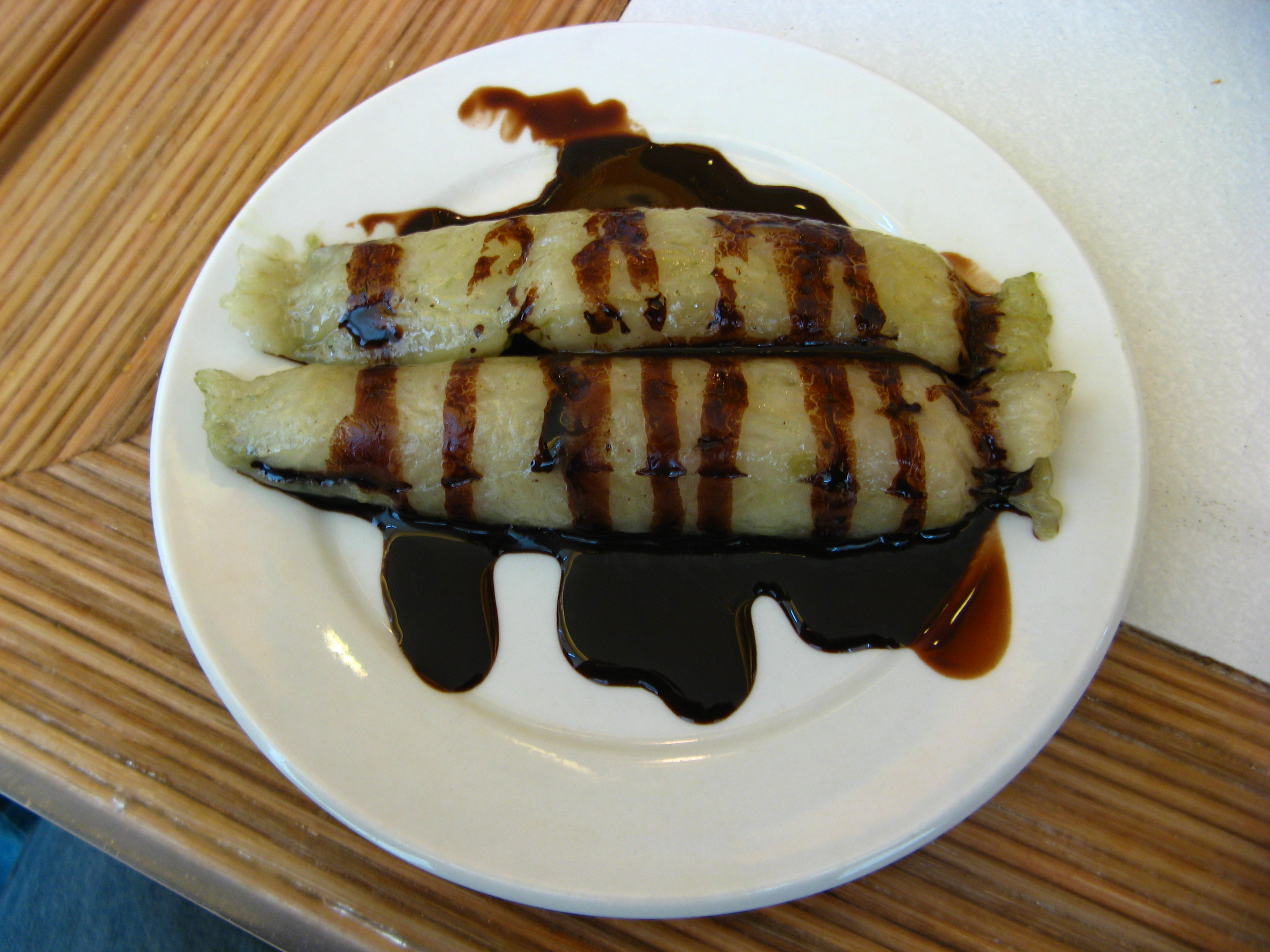
سومان با شربت لاتیک
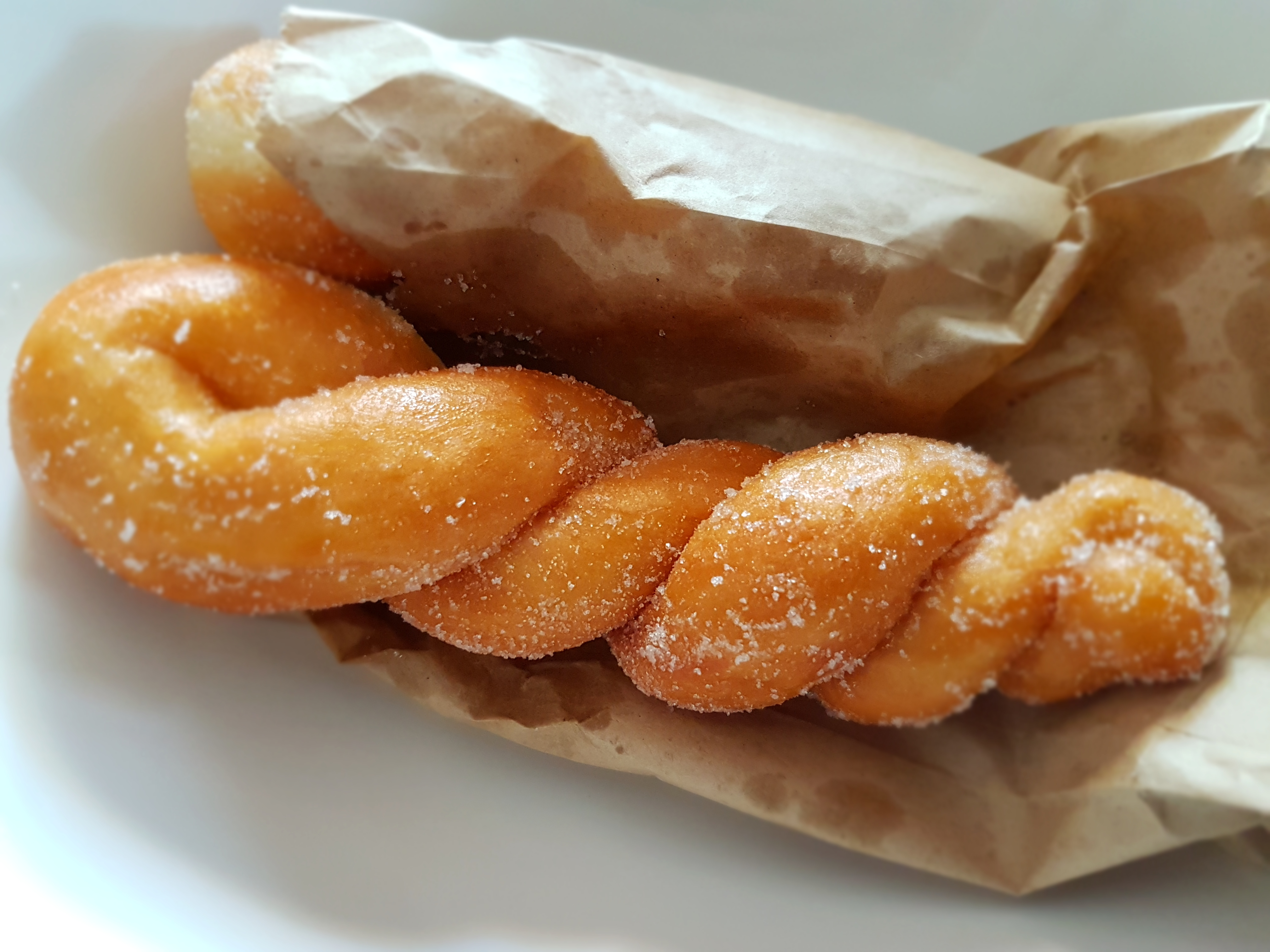
Shakoy (همچنین به عنوان روان - روان شناخته می‌شود)، یک نوع پیراشکی از Visayas است
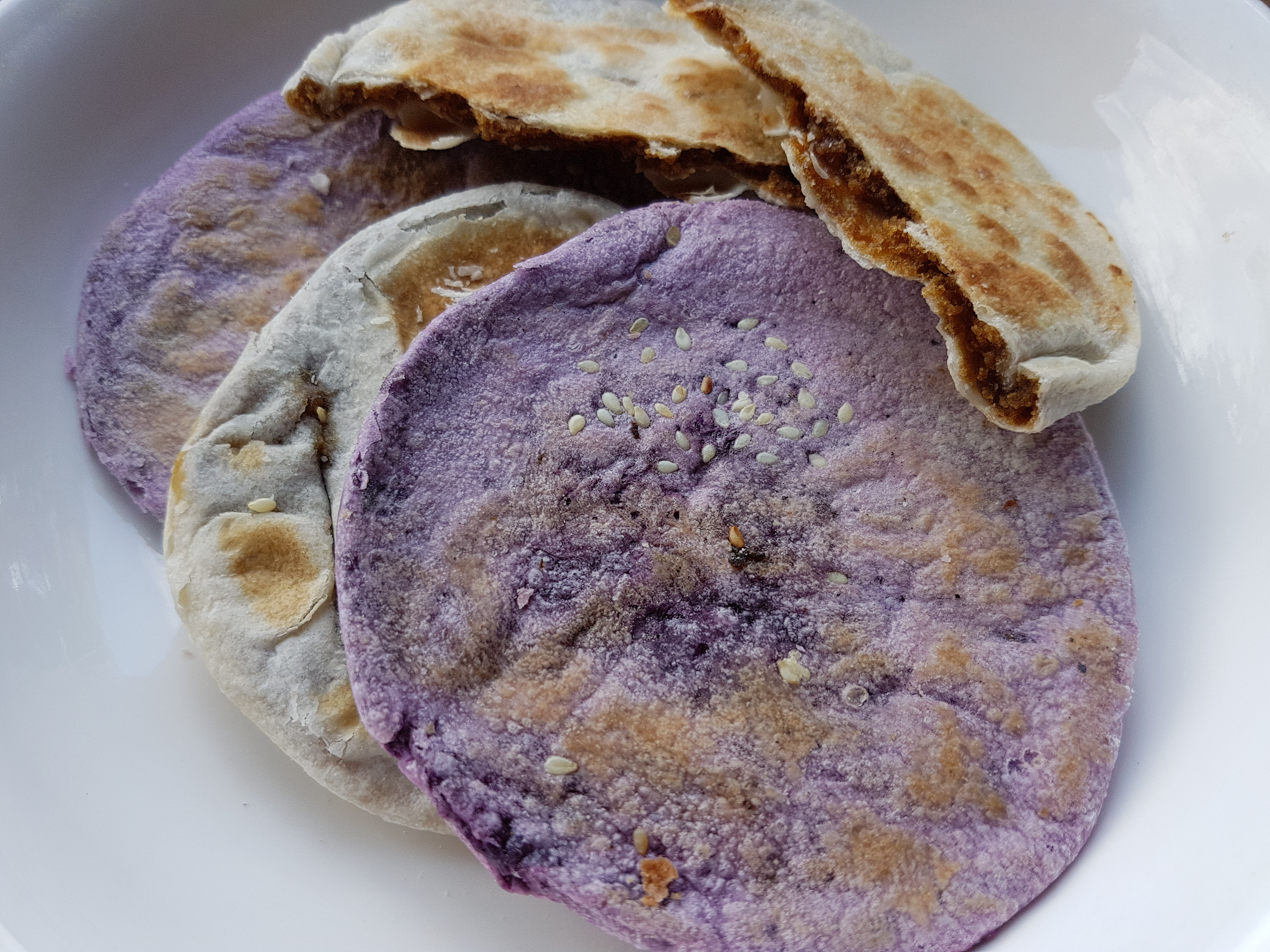
پیایا، یکی از محبوب‌ترین خوراکی‌های باکولود
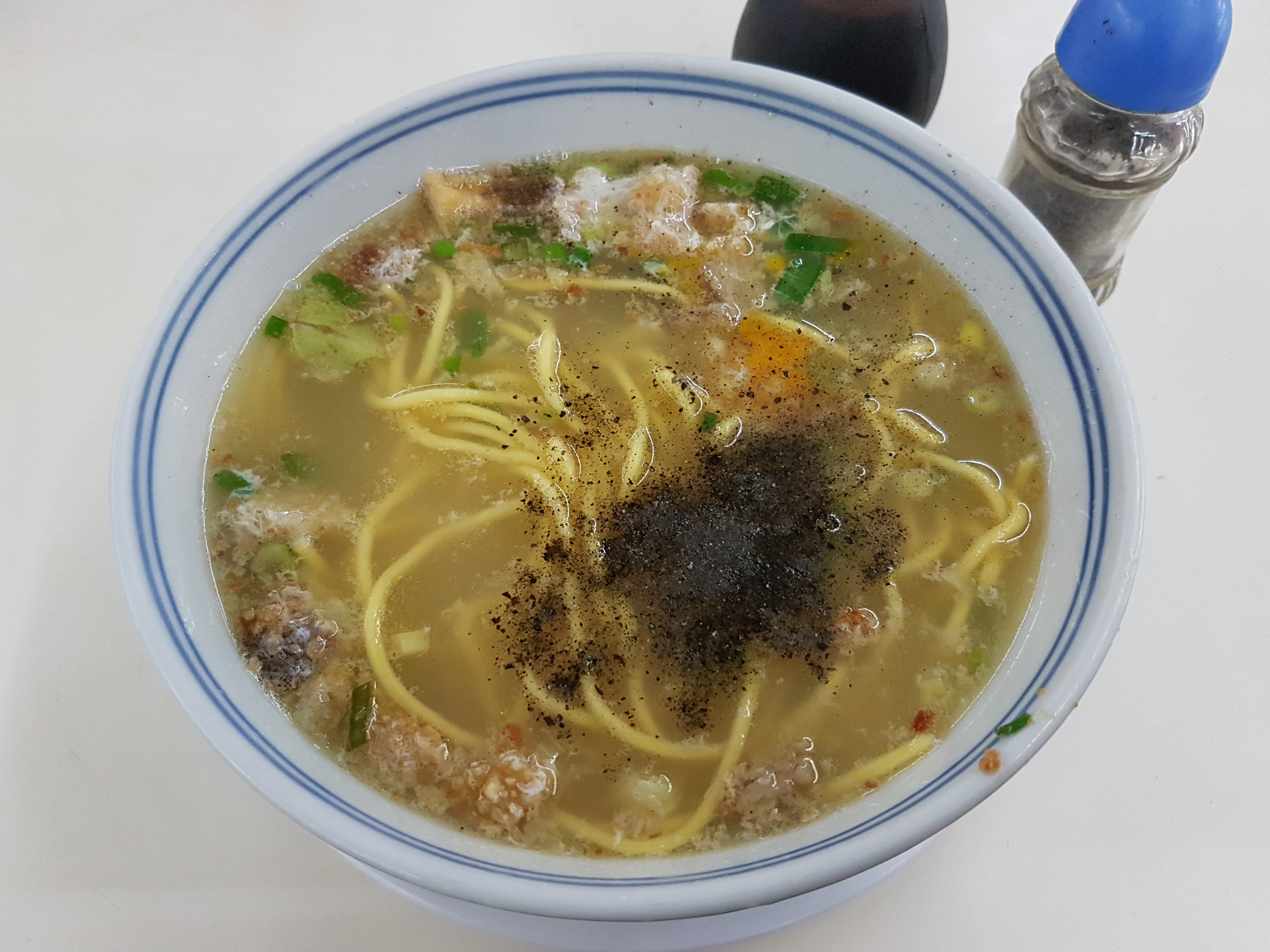
Batchoy یا "La Paz Batchoy"، یک غذای رشته فرنگی فیلیپینی بومی منطقه لا پاز در ایلویلو
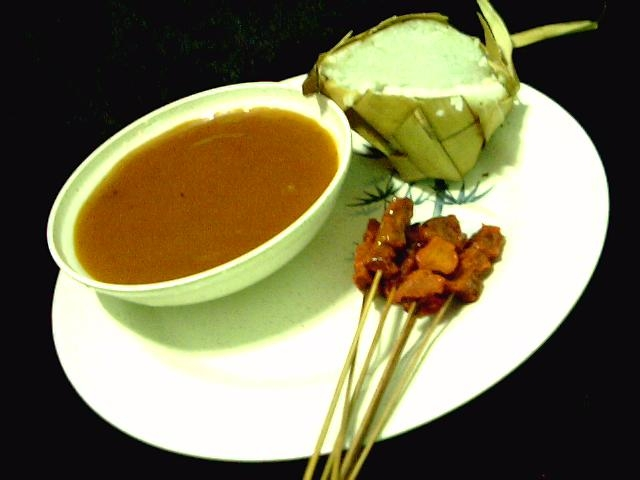
غذای جنوب فیلیپین ساتی، همراه با کیک‌های برنجی تامو
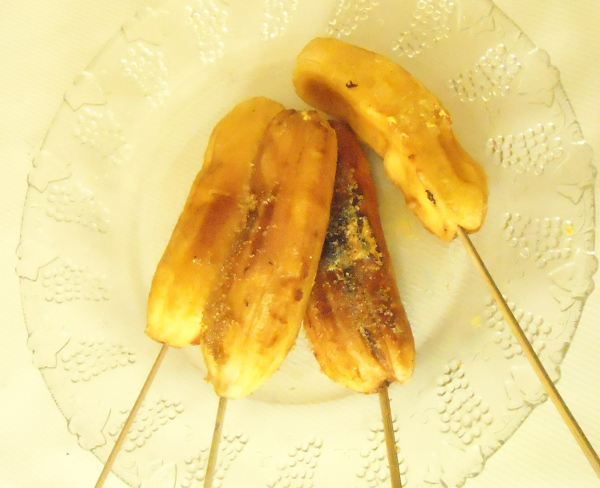
جینانگانگ، یک غذای میان‌وعده ای است که از سبزی موز کبابی با مارگارین و شکر تهیه می‌شود
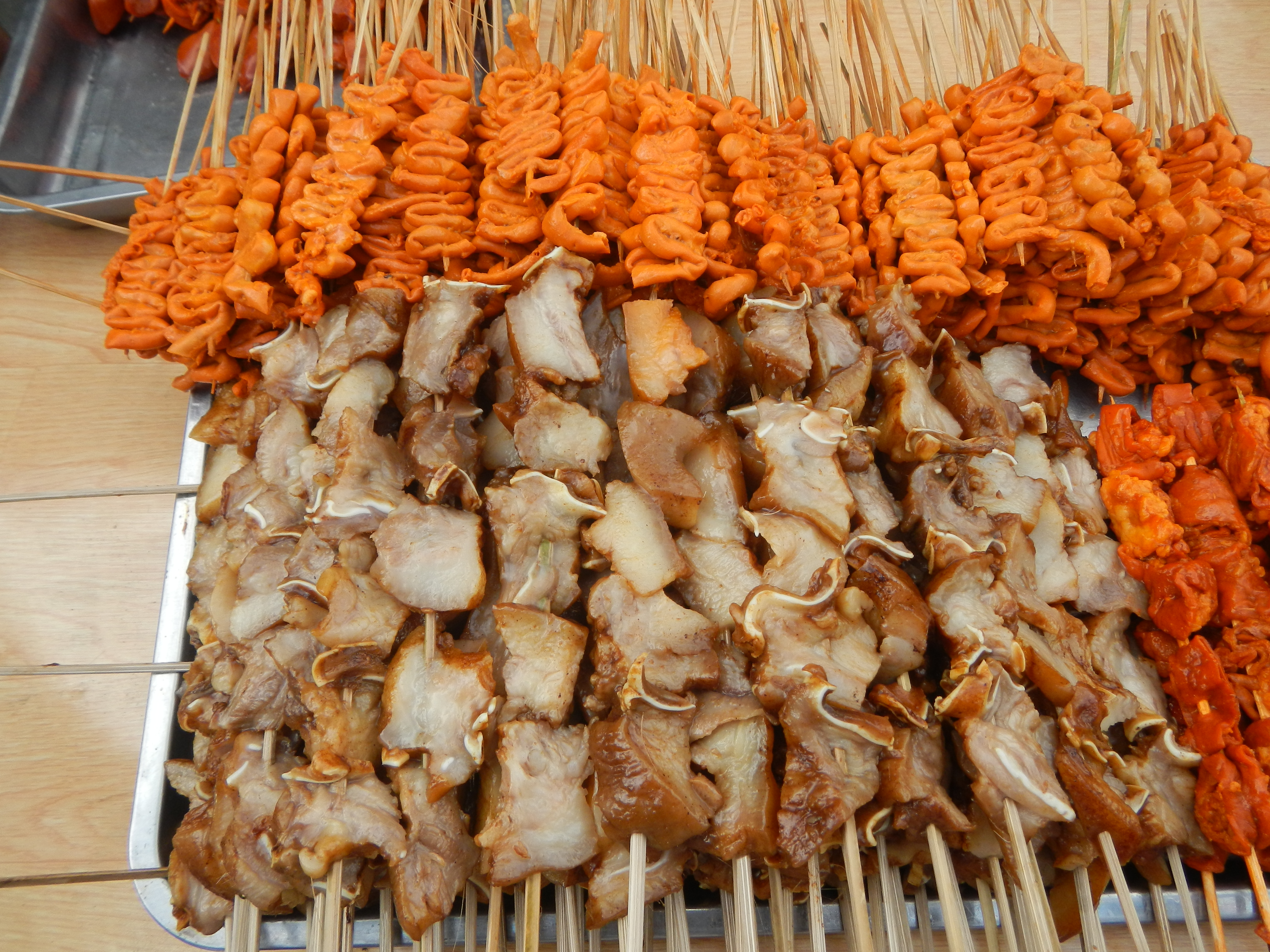
نمونه ای از غذاهای خیابانی در مانیل
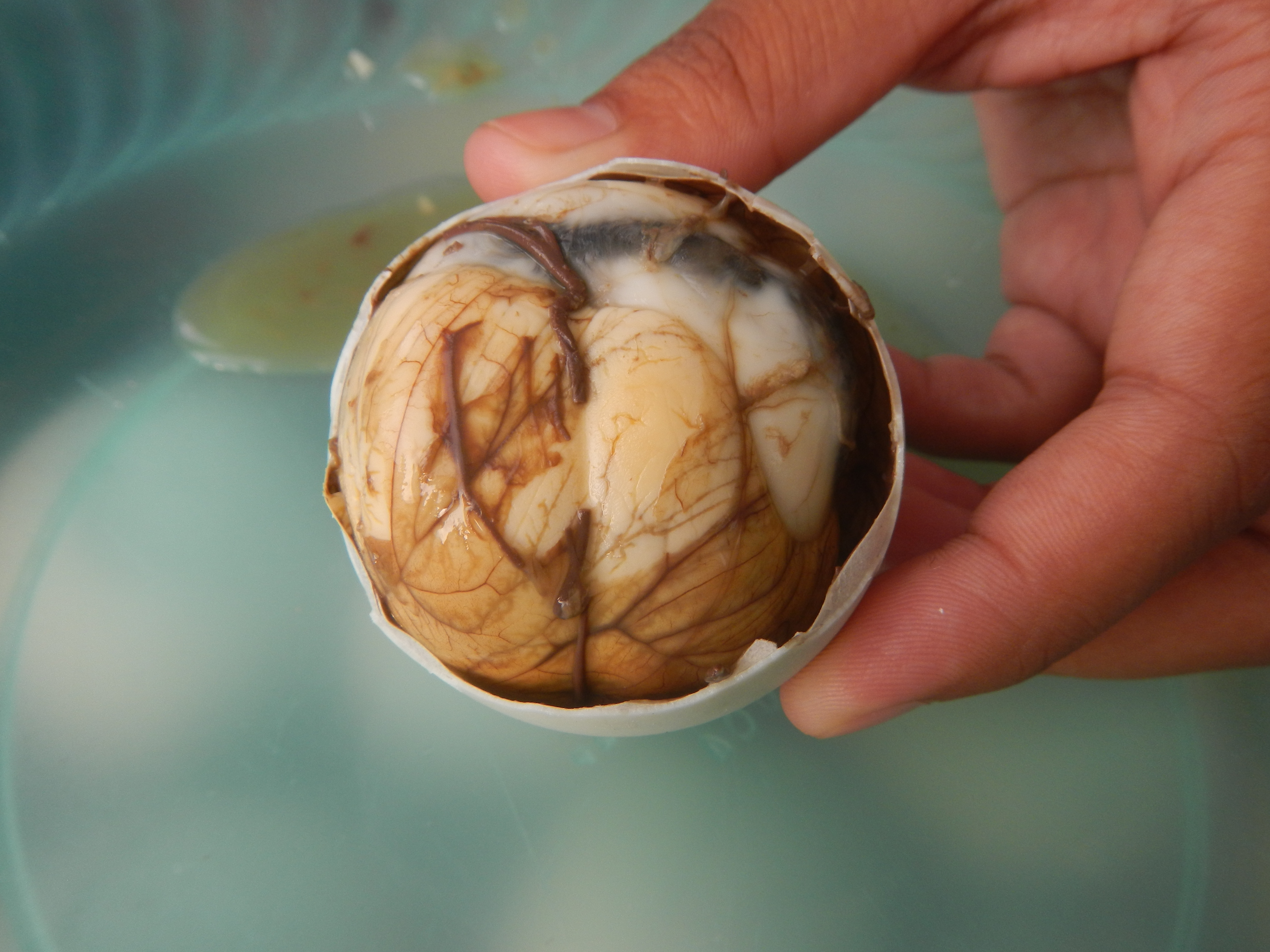
بالوت
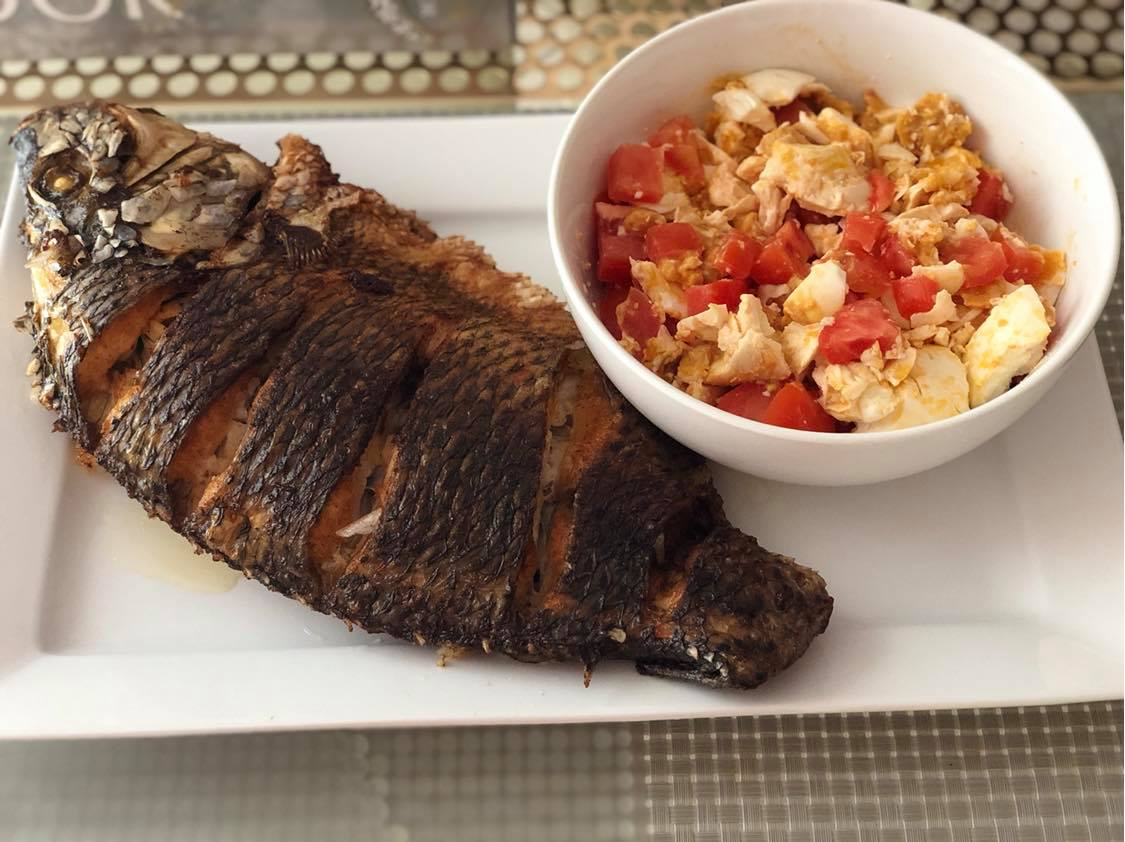
تیلاپیا سرخ شده
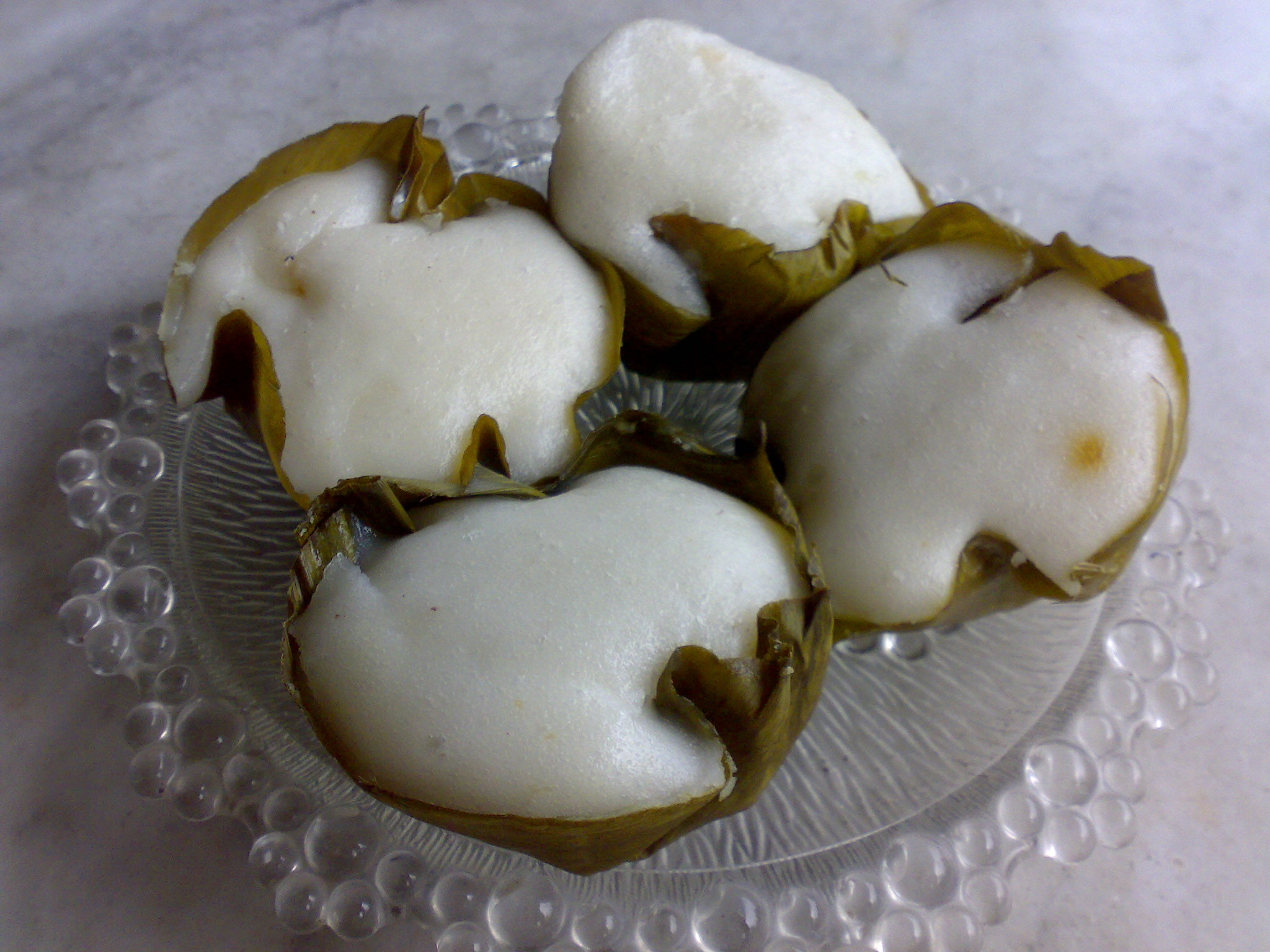
پتو
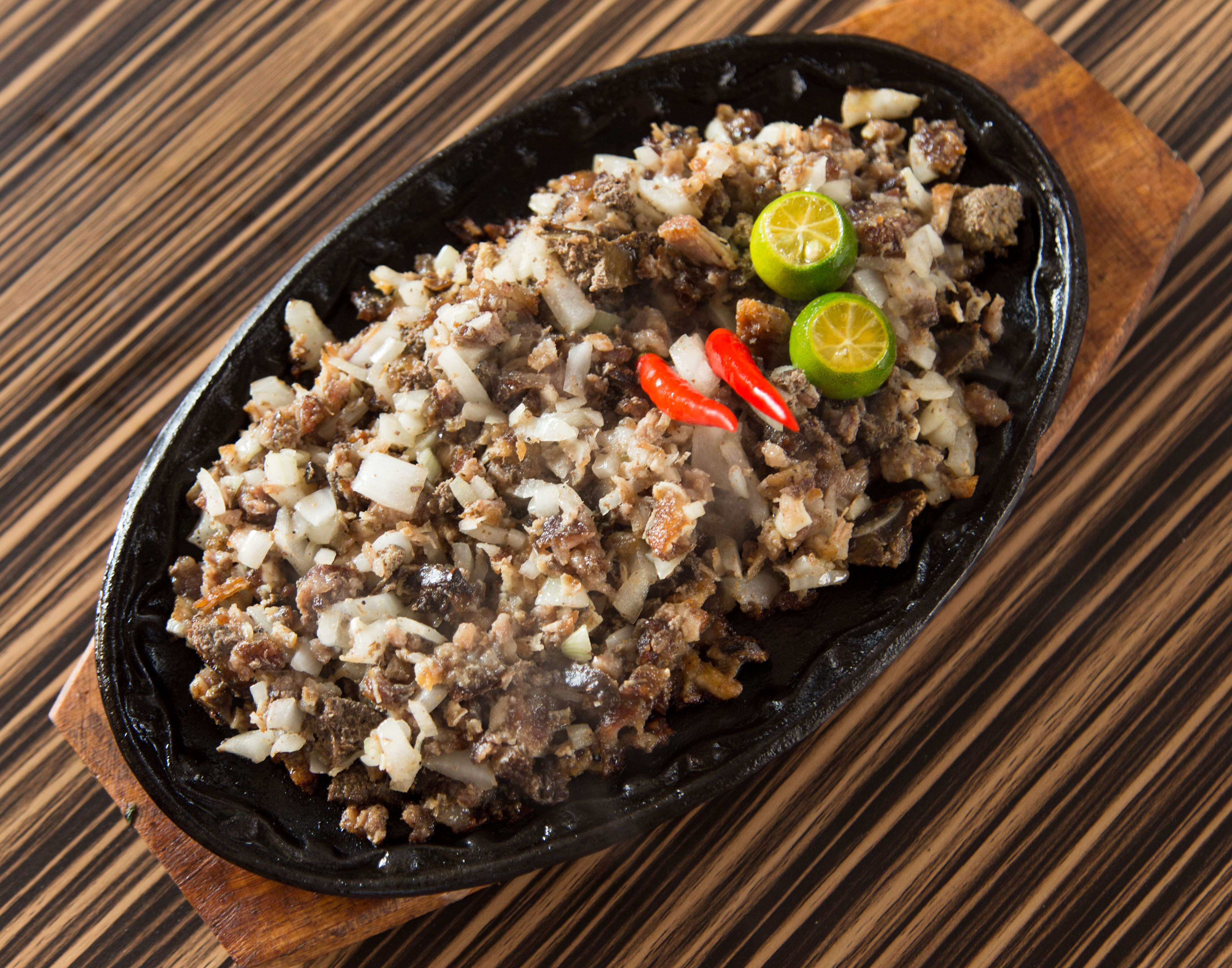
کاپامپانگان سیسیگ
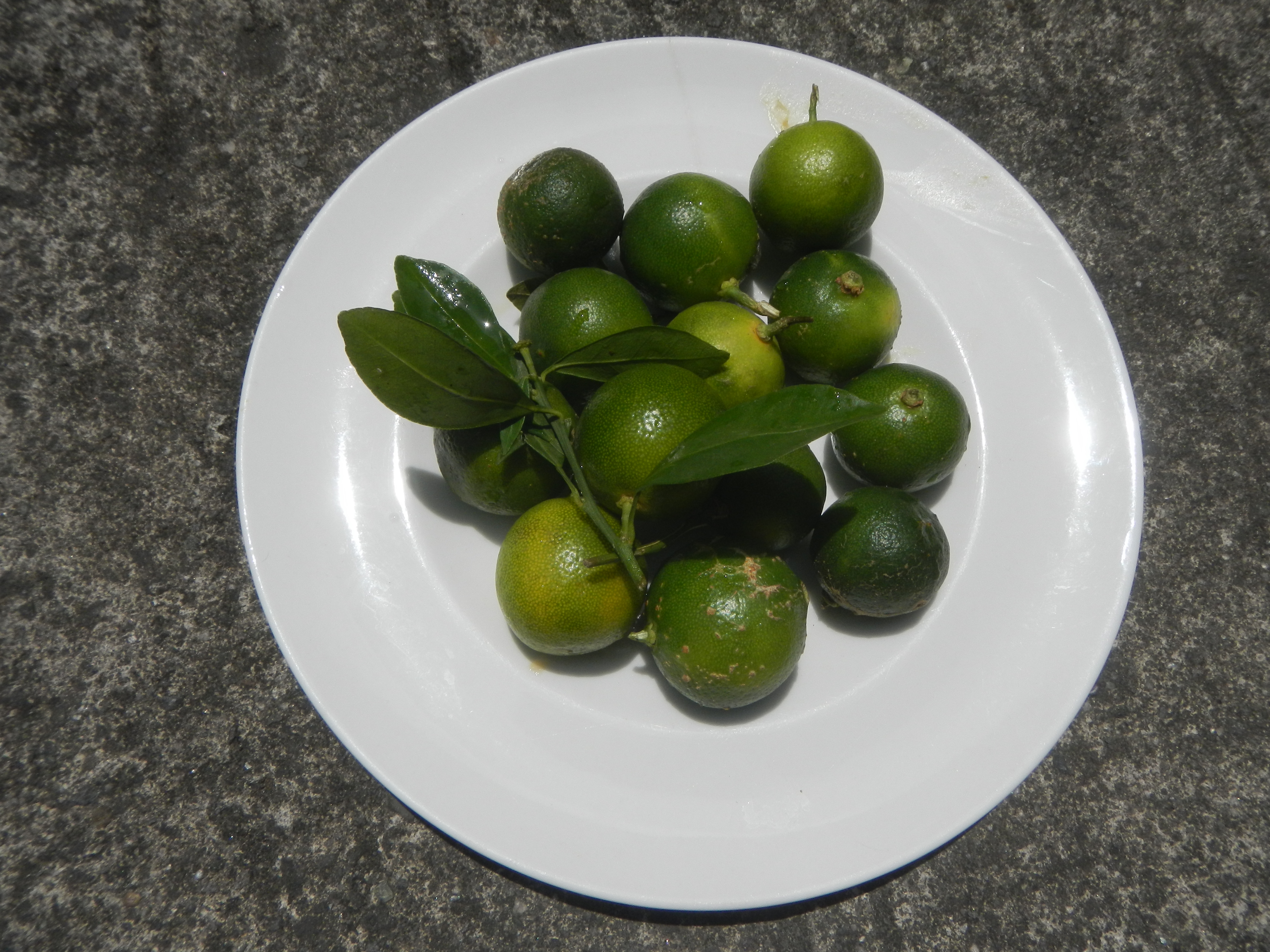
کالامانسی
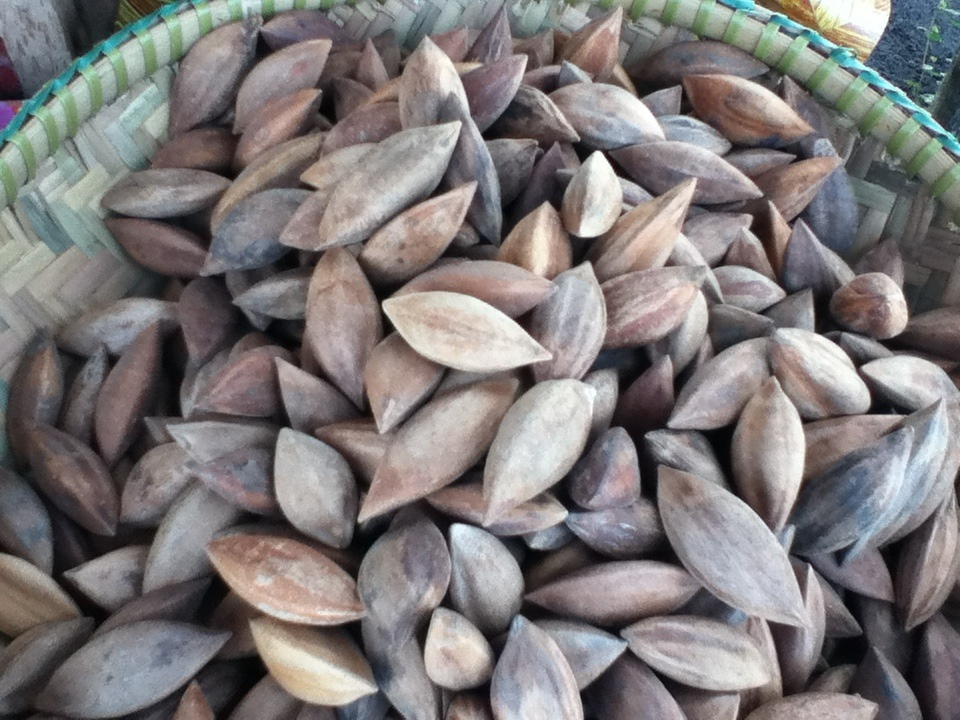
پیلی
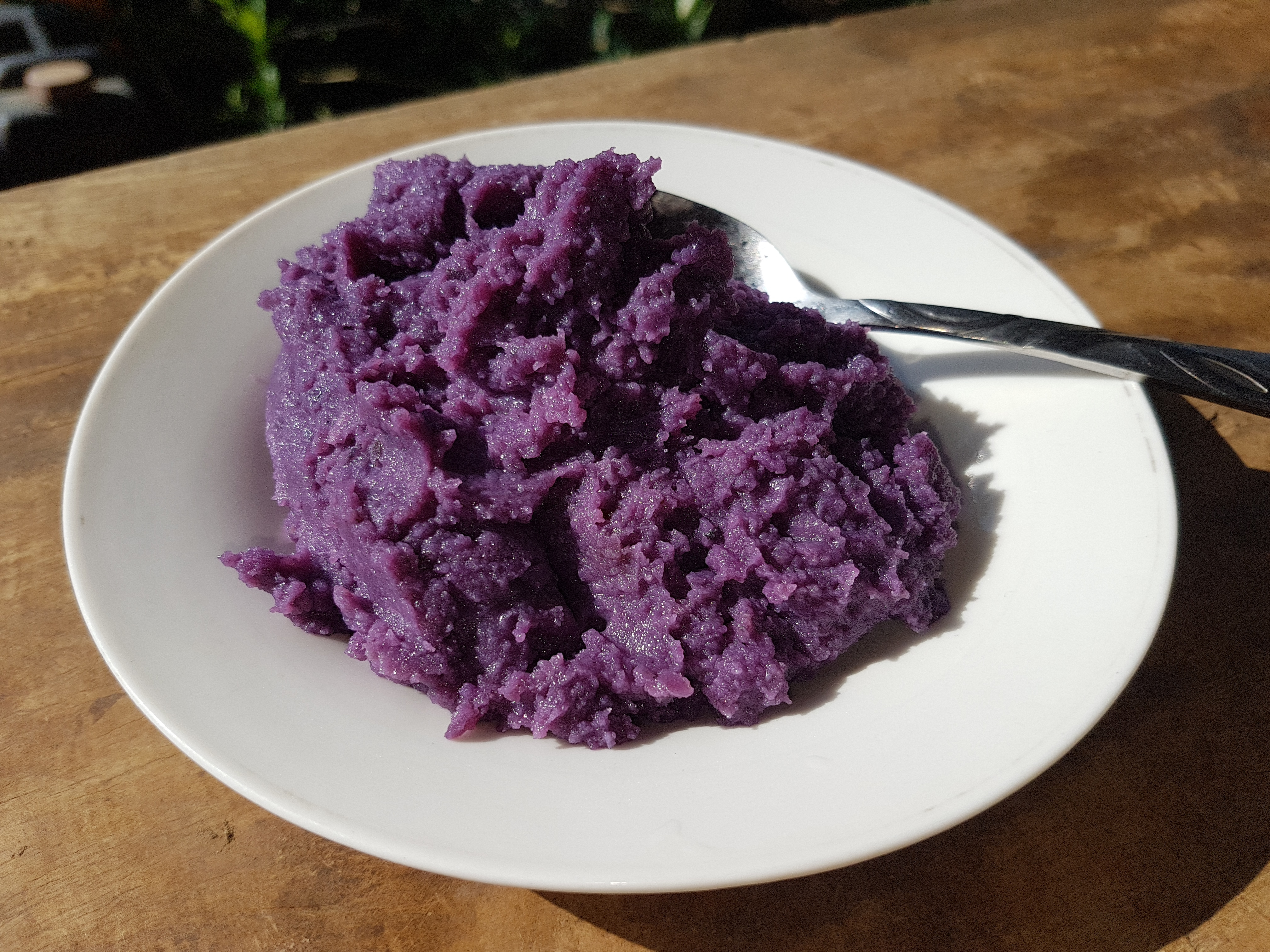
اوبه هالایا